# 卡尔·威曼
卡尔·埃德温·威曼（英語：Carl Edwin Wieman，1951年3月26日—），出生於俄勒冈州科瓦利斯，美国物理学家，威曼、沃爾夫岡·克特勒與埃里克·康奈尔，因「在鹼金屬原子稀釋氣體中（製成）玻色-爱因斯坦凝聚的成就，以及關於凝聚特性的早期基礎研究」，獲頒2001年诺贝尔物理学奖，三人平分獎金。